# San Antonio la Isla (kommun)
San Antonio la Isla är en kommun i Mexiko.   Den ligger i delstaten Mexiko, i den sydöstra delen av landet, 50 km sydväst om huvudstaden Mexico City. Arean är 18,5 kvadratkilometer.
Terrängen i San Antonio la Isla är en högslätt.
Följande samhällen finns i San Antonio la Isla:
- San Antonio la Isla
- Ex-Rancho San Dimas
- Colonia Cuauhtémoc
- Colonia la Remolacha
- Rancho San Antonio